# Рубцов Вадим Костянтинович
Вади́м Костянти́нович Рубцо́в (нар. 11 листопада 1991 — пом. 7 лютого 2015) — сержант Збройних сил України.

## Життєпис
Закінчив криворізьку школу, служив у Збройних силах за контрактом; командир танку 3-го танкового батальйону, 17-та окрема танкова бригада.
Загинув 7 лютого 2015-го в районі Станиці Луганської під час мінометного обстрілу терористами взводного опорного пункту. Тоді ж полягли Денис Голубєв та Євген Чіндяскін.
Похований 11 лютого 2015-го на Центральному кладовищі Кривого Рогу.

## Нагороди та вшанування
За особисту мужність і героїзм, виявлені у захисті державного суверенітету та територіальної цілісності України, вірність військовій присязі під час російсько-української війни, відзначений — нагороджений
- Указом Президента України № 270/2015 від 15 травня 2015 року — орденом «За мужність» III ступеня (посмертно)[1]
- нагороджений відзнакою міста Кривий Ріг «За Заслуги перед містом» 3-го ступеня (посмертно)
- у школі, котру закінчив Вадим Рубцов, відкрито меморіальну дошку його честі.